# Himéra

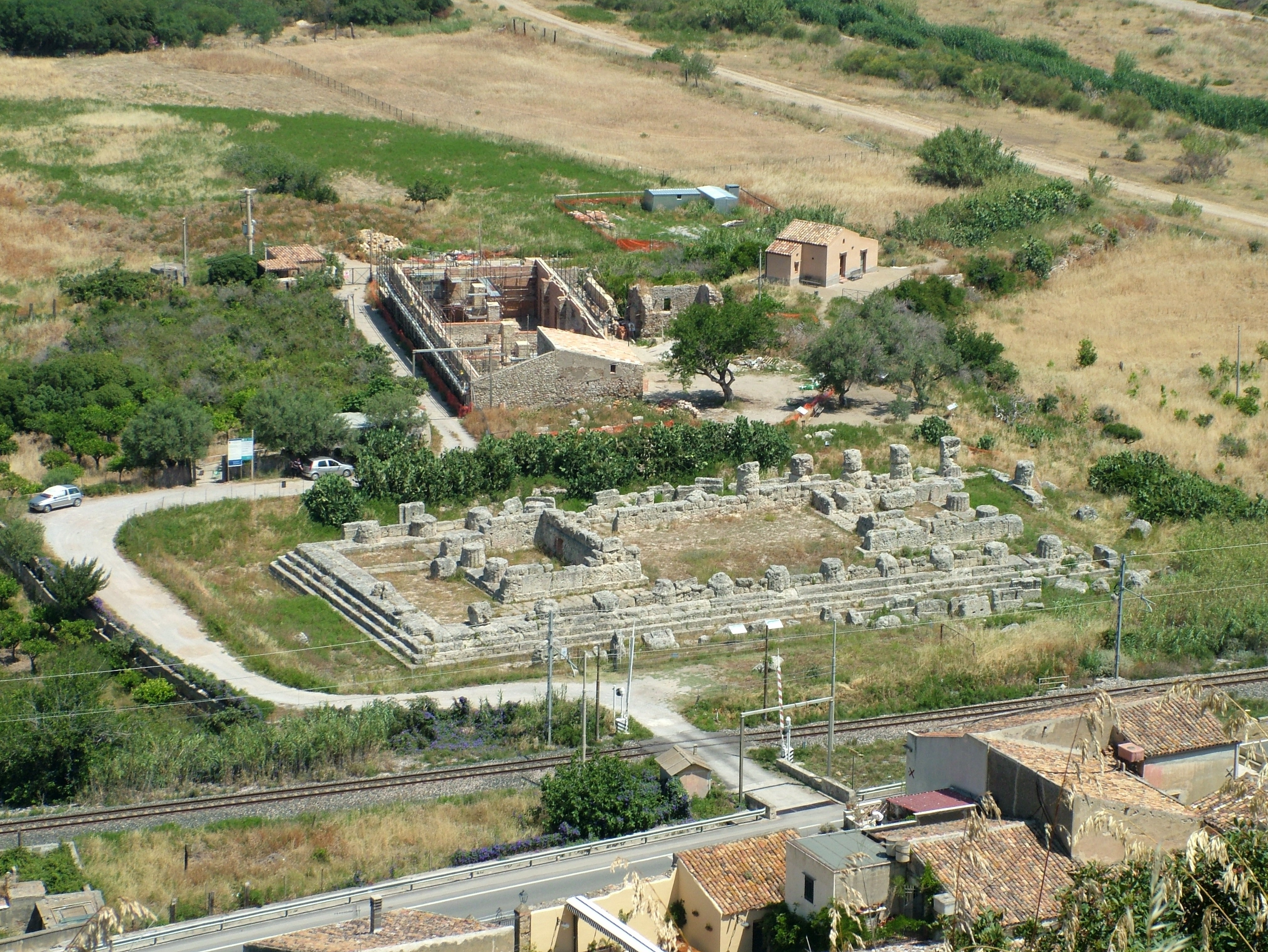
A győzelem temploma az antiquarium felől nézve

Himéra a Szicília északi partján lévő ókori görög városok egyike volt.

## Története

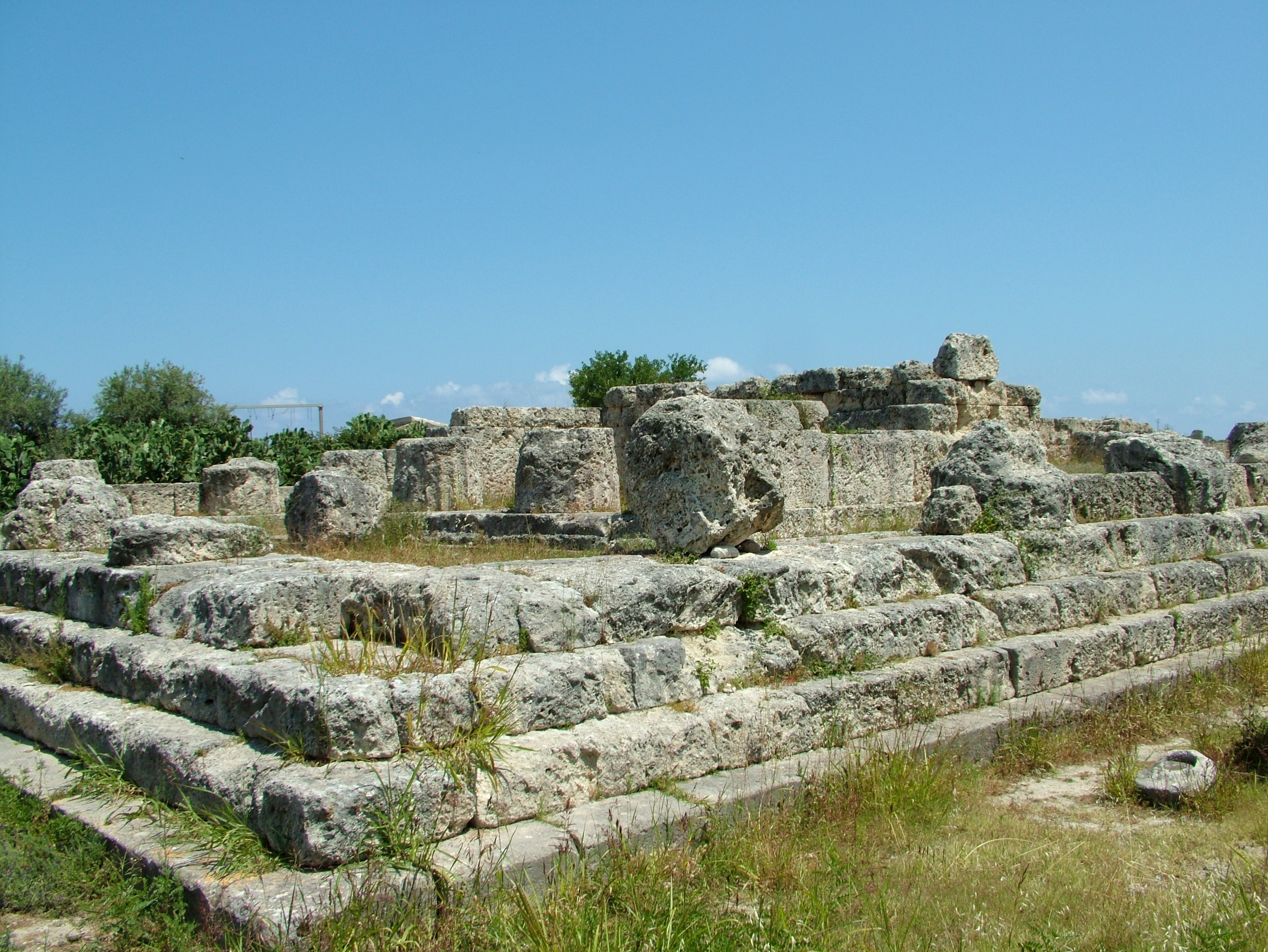
A győzelem temploma

Khalkiszi dór kolónia volt, Kr. e. 648 körül canklei és  Siracusából elüldözött mülétosziak alapították a sziget északi partvidékén. Himéra a Messina-Fiumetorto vasútvonalon 47 km-re Palermótól keletre fekszik a 2005-ben  megszűnt Buonfornello vasútállomásnál, 10 km távolságban Termini Imeresétől a Fiume Grande (Imera Meridionale) folyó és a  Fiume Torto folyó közt a  Tirrén-tengernél. Az 1 km széles partsáv mögött az északi Himera folyótól nyugatra, mintegy 100 m távolságban meglehetősen meredeken emelkedik a város dombja.
Mülain kívül az egyetlen görög kolónia volt a sziget északi partvidékén.
Kr. e. 480 Himéra nagy éve volt: az Akragaszi Teron által fenyegetett Terillos türannosz kérésére a karthagóiak Himéránál kötöttek ki a keleten támadó Xerxész egyetértésével. Theron szövetkezve Sziracusai Gelonnal megsemmisítő vereséget mért rájuk. Belső harcok 476-ban nagy vérfürdőben végződtek és a polgárság sorait új telepesekkel kellett feltölteni.
A peloponnészoszi háborúban Himéra Sziracusa hű szövetségese volt. Kr. e. 409-ben Himéra áldozatául esett egy nagy karthagói támadásnak és a Kr. e. 480-ban a himérai csatában betöltött szerepét megbosszulva teljesen megsemmisült; akik túlélték a karthágói Thermai Himeraiai kolónia, a mai Termini Imerese telepesei lettek.
A megsemmisülés a város végét jelentette.

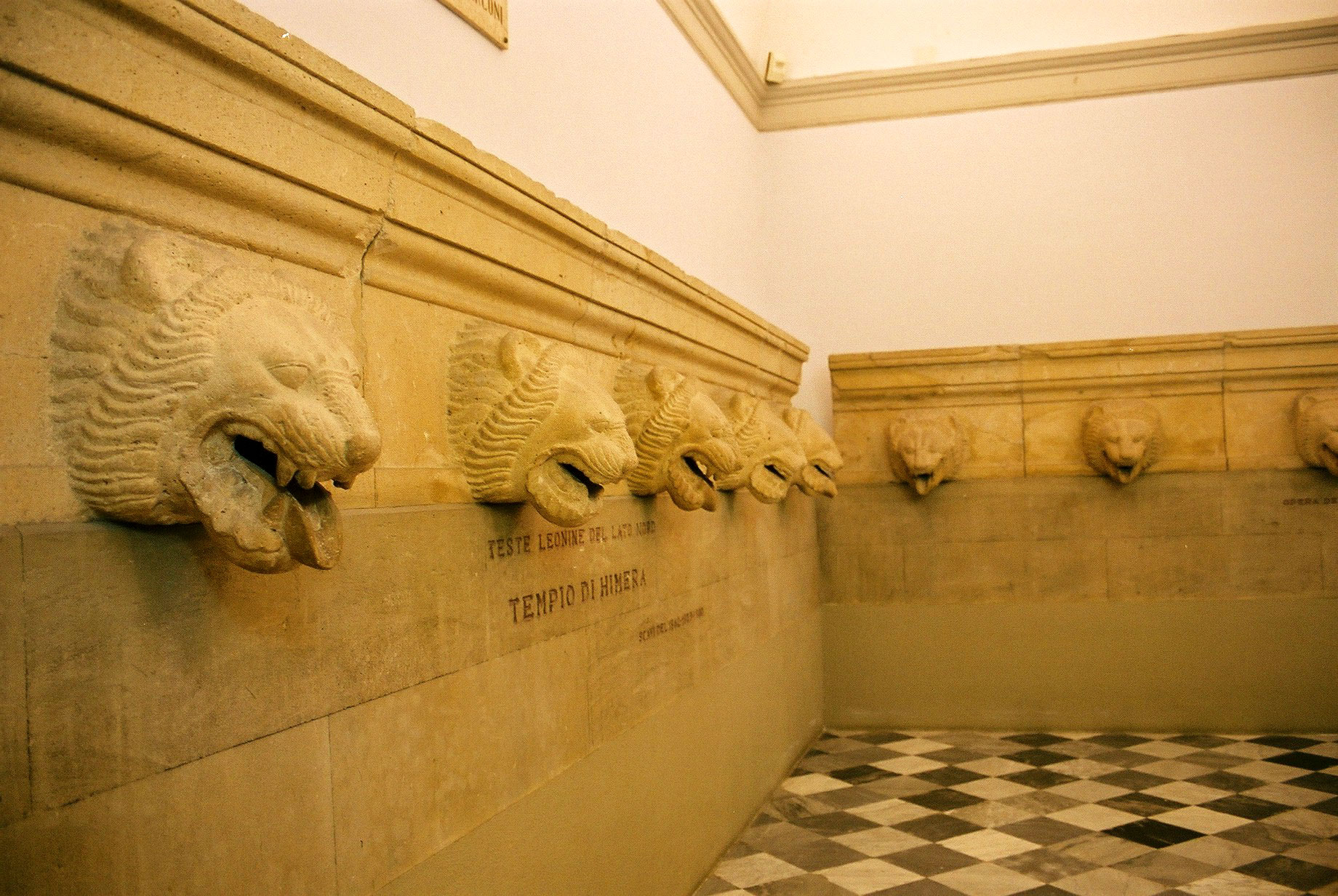
Vízköpők a Himera templomából Palermó régészeti múzeumában

## Fordítás
Ez a szócikk részben vagy egészben  a   Himera című német Wikipédia-szócikk ezen változatának fordításán alapul.  Az eredeti cikk szerkesztőit annak laptörténete sorolja fel. Ez a jelzés csupán a megfogalmazás eredetét és a szerzői jogokat jelzi, nem szolgál a cikkben szereplő információk forrásmegjelöléseként.